# Wiese-Insel

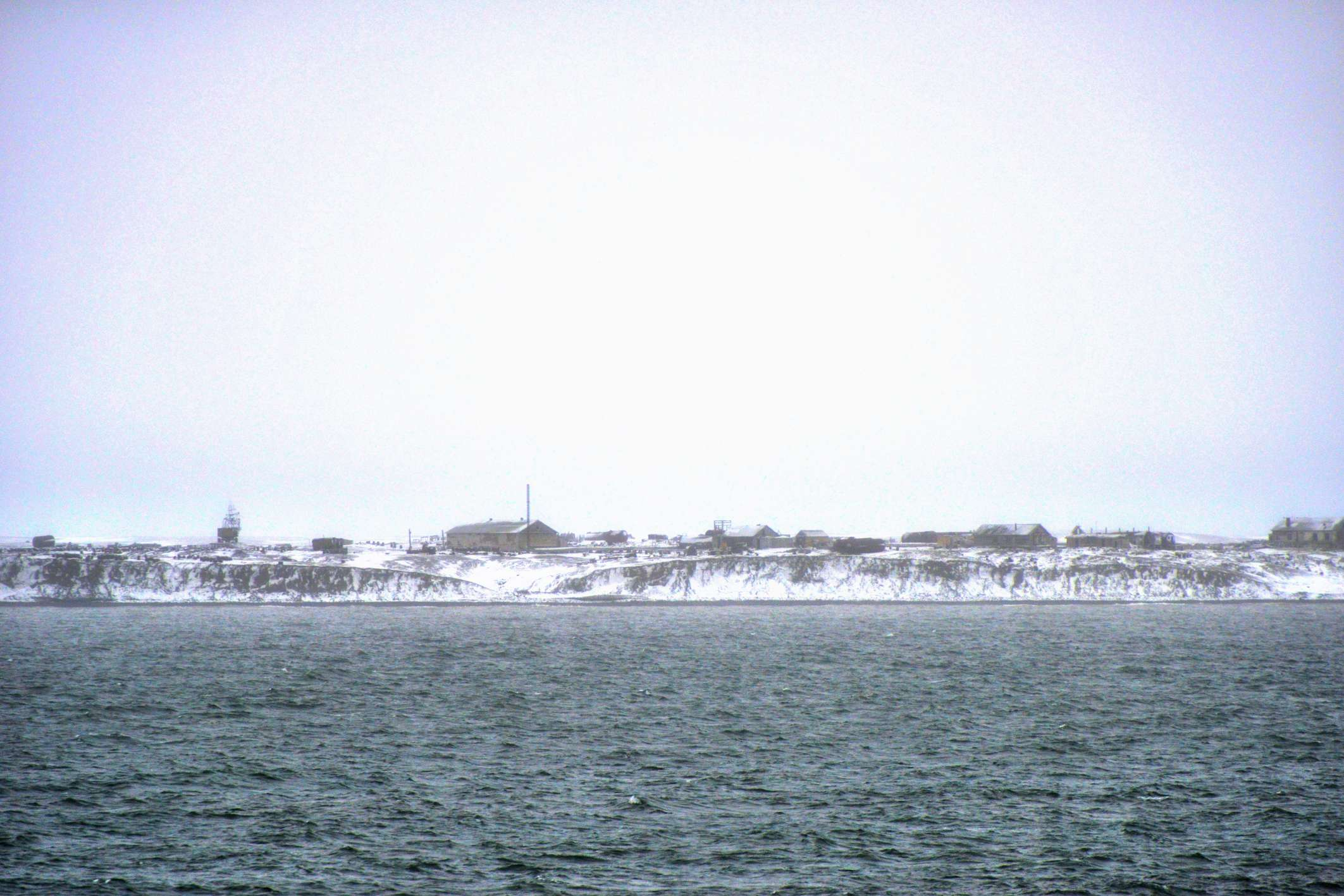
Forschungsstation auf der Wiese-Insel (Vize Island), 79°27’N, 76°26’O

Die Wiese-Insel  (russisch Остров Визе / Ostrow Wise; auch Земля Визе/ Semlja Wise, auf englischsprachigen Karten Vize Island) ist eine im Nordpolarmeer  im nördlichen Teil der Karasee isoliert gelegene, 288 km² große russische Insel. Der sowjetische Ozeanograf Wladimir Wiese hatte sechs Jahre vor ihrer Entdeckung unbekanntes Land in der nördlichen Karasee vorausgesagt, nachdem er die Drift des Schoners St. Anna der Polarexpedition Georgi Brussilows analysiert hatte. Deshalb wurde die Insel nach ihm benannt.

## Geographie
Die Wiese-Insel befindet sich  ungefähr in der Mitte zwischen Franz-Josef-Land und Sewernaja Semlja. Sie gehört administrativ zum Rajon Taimyrski (Dolgano-Nenezki) der russischen Region Krasnojarsk.
Die Insel ist ständig extremen arktischen Stürmen ausgesetzt, besitzt jedoch keine Gletscher. Im Sommer sind große Bereiche der Insel schnee- und eisfrei. Auch in den wärmsten Monaten des Jahres übersteigt die Temperatur die Nullgrenze kaum.  Die Minimaltemperatur, die seit dem Beginn der Wetterbeobachtung gemessen wurde, betrug −52,0 °C, die Jahresdurchschnittsmenge der Niederschläge beträgt 242 mm. Der Niederschlag fällt hauptsächlich als  Schnee.
Im Vergleich mit anderen arktischen Inseln ist ihr höchster Punkt mit 22 m verhältnismäßig niedrig. Das nächste Land ist die einsame Uschakow-Insel, die sich 140 km weiter nördlich befindet. Das die Wiese-Insel umgebende Meer ist im Winter mit Packeis und auch im Sommer mit Eisschollen bedeckt.

## Geschichte
1912 driftete der im  Eis eingeschlossene Schoner St. Anna durch die Karasee. Ein Teil der Besatzung verließ das Schiff 1914, um zu versuchen, zu Fuß über das Eis in die Zivilisation zurückzukehren. Der Erste Steuermann der St. Anna, Walerian Albanow, konnte dabei das Logbuch des Schiffes retten. Albanow und der Matrose Alexander Konrad (1890–1940) waren die einzigen Überlebenden der Brussilow-Expedition.
1924 studierte der sowjetische Ozeanograf und Polarforscher Wladimir Wiese den Driftweg der St. Anna. Als Ursache für eine Abweichung der Meerströmung, die er dabei feststellte, vermutete er eine Landmasse in der nördlichen Karasee zwischen dem 78. und 80. Breitengrad. Die Insel wurde am 13. August 1930 von einer Expedition mit dem Eisbrecher Sedow unter der Leitung von Otto Schmidt entdeckt. Wiese, der Teilnehmer der Expedition war, konnte auf der von ihm selbst theoretisch vorausgesagten Insel an Land gehen. Sie war allerdings zu klein, um den beobachteten Einfluss auf die Drift der St. Anna ausüben zu können. Erst die Entdeckung der Uschakow-Insel und eines großen Flachwasserbereichs, der beide Inseln mit der weiter südlich gelegenen Insel Einsamkeit verbindet, zeigte, dass Wiese mit seiner Analyse richtig lag.
Die hydrometeorologische Polarstation auf der Wiese-Insel – eine der nördlichsten Stationen der Welt – begann am 1. November 1945 mit der Forschungstätigkeit. Die erste Überwinterung auf der Insel wurde von 1945 bis 1946 durchgeführt.